# Hans Kilb
Hans Kilb (* 15. Mai 1910 in Düsseldorf; † 17. November 1984) war ein deutscher Jurist. Der persönliche Referent Konrad Adenauers kam in den 1950er Jahren wegen einer Bestechungsaffäre in die Schlagzeilen.

## Karriere
Hans Kilb war der Sohn eines höheren Postbeamten. Er studierte nach der Reifeprüfung Rechtswissenschaften, bestand 1932 das Referendarexamen und wurde 1936 Assessor. 
Im Mai 1933 wurde Kilb Mitglied der NSDAP und im November desselben Jahres Truppführer der SA.
1936 trat er in die Wehrmacht ein, wurde 1938 aktiver Infanterieleutnant und rückte 1939 ins Feld. 1941 wurde er an der Ostfront verwundet. Anschließend diente er im Stab des Chefs der Heeresrüstung und in der Attaché-Abteilung. Im Januar 1945 erfolgte die Versetzung ins Geheime Staatspolizeiamt. Am Kriegsende geriet Kilb als Major in Kriegsgefangenschaft, kam jedoch bald frei und übersiedelte nach Göttingen, wo die Familie seiner Frau lebte. In seinem Entnazifizierungsverfahren erreichte er durch Falschaussagen eine Entlastung. In Göttingen fand er eine Anstellung beim Magistrat als Leiter des städtischen Wohnungsamtes. 1947 trat er in die CDU ein.
Als Vizekanzler Franz Blücher 1950 an den Händel-Festspielen Göttingen teilnahm, wurde Kilb als Betreuer eingesetzt. Blücher fand Gefallen an dem Assessor und ernannte ihn zu seinem persönlichen Referenten. In dieser Stellung fiel er Hans Globke, seinerzeit Staatssekretär im Bundeskanzleramt, auf. Globke machte Kilb zum persönlichen Referenten von Konrad Adenauer.
1958 wechselte Kilb nach Brüssel und war dort bis 1967 Direktor bei der EURATOM-Kommission. Von 1967 bis 1974 folgte eine Tätigkeit als Direktor bei der EG-Kommission.

## Der „Fall Kilb“
Kilb, inzwischen Ministerialrat, erreichte 1954 mit Unterstützung durch Walter Löhr, dass ihm zunächst das Pharmaunternehmen Knoll einen Opel Rekord zur Verfügung stellte. Die genauen Besitzverhältnisse des Wagens blieben zwischen Knoll, Kanzleramt und hessischer CDU unklar, das Auto wurde jedoch spätestens 1955 vorwiegend privat von der Familie Kilb genutzt.
Im November 1954 sprach Kilb zudem bei Mercedes-Benz vor, ob das Unternehmen ihm ein Auto leihen würde. Bis September 1958 fuhr Kilb nun kostenlos einen Sportwagen von Mercedes, wobei das Automobilunternehmen auch die laufenden Kosten beglich. Er gab Interna der Bundesregierung zu einer LKW-Verordnung weiter, trug 1956 dazu bei, dass Adenauer bei der Wahl seiner Repräsentationslimousine nicht zu BMW wechselte und half Mercedes 1957 bei der Erlangung einer Hermes-Bürgschaft zur Lieferung von 750 Omnibussen für den Nahverkehr in der persischen Hauptstadt Teheran. 1958 fand die Staatsanwaltschaft, bei Korruptionsermittlungen (eigentlich vor allem gegen einen Offizier im Bundesamt für Wehrtechnik und Beschaffung und gegen einen Mitarbeiter im Verkehrsausschuss des Bundestages) in der Daimler-Zentrale, seinen Namen in einer Kartei von Personen, die Geschenke von Mercedes erhalten hatten und leitete ein Verfahren ein. Im September 1958 wurde Kilb vorgeworfen, er habe sich mit Leihwagen bestechen lassen und er wurde für mehrere Monate in Untersuchungshaft genommen, vor allem um Absprachen mit den Mitbeschuldigten zu verhindern, darunter Löhr. Mit der Verhaftung Kilbs erlangte der gesamte Vorgang größere öffentliche Aufmerksamkeit. Zuvor hatte der ehemalige nordrhein-westfälische Innenminister Hubert Biernat (SPD) die Ermittlungen Ende Juni öffentlich gemacht, worauf die ersten Presseberichte und die Befassung der SPD-Bundestagsfraktion mit dem Thema gefolgt waren.
Derweil schloss die Staatsanwaltschaft Bonn eine Vereinbarung mit dem Daimler-Konzern, wonach mit dem Bus-Geschäft verbundene Bestechungen persischer Amtsträger nicht an die zuständige Stuttgarter Staatsanwaltschaft gemeldet wurde, das Unternehmen im Gegenzug aber Einflussnahmen auf deutsches Regierungshandeln einräumte. Das wiederum führte dazu, dass Kilb einige dieser Tatbestände einräumte und Aussagen machte, die Mitarbeiter von Daimler belasteten. Am 10. November 1958 reichte die Staatsanwaltschaft eine Klageschrift gegen zunächst fünf Angeklagte ein, später eine weitere gegen mehrere führende Mercedes-Mitarbeiter. Die Ermittlungen fügen sich ein in das allgemein schärfere Vorgehen einer jüngeren Juristengeneration gegen Spitzenbeamte und Politiker der jungen Bundesrepublik von Ende der 1950er Jahre an.
Kilb schied aus seinem Amt als Persönlicher Referent des Bundeskanzlers Konrad Adenauer aus. Die 1. Große Strafkammer des Landgerichts Bonn unter dem Vorsitz von Landgerichtsdirektor Helmut Quirini verwarf Ende November 1958 einen Antrag Adenauers auf abermalige Vernehmung zugunsten Kilbs. Hintergrund war die Auffassung Adenauers, dass seine entlastenden Aussagen aus der ersten Vernehmung nicht ausreichend gewürdigt worden seien. Adenauer begann daraufhin, auf den nordrhein-westfälischen Ministerpräsidenten Franz Meyers (CDU) einzuwirken, damit Landesjustizminister Otto Flehinghaus (CDU) über sein Weisungsrecht die Staatsanwaltschaft zur Einstellung der Ermittlungen zwinge. Meyers wies dies mit der Anmerkung zurück, dass er bereits die Hinauszögerung der Verfahrens über die Bundestagswahl 1957 und die Landtagswahl 1958 hinaus erreicht habe. Darüber hinaus begann Ende 1958 die CDU-nahe Presse das Thema mit Stoßrichtung gegen die Staatsanwaltschaft aufzugreifen. Dazu verwendete sie auch interne Dokumente aus dem Verfahren.
Justizminister Flehinghaus ernannte Anfang 1959 seinen Ministerialrat Heinrich Becker (CDU) zum Gerichtspräsidenten in Bonn. Im April beschloss das Landgericht unter seinem Vorsitz eine „Änderung und Ergänzung des Geschäftsverteilungsplanes“ für das laufende Geschäftsjahr. Dabei wurde eine neue Strafkammer geschaffen und die Zuständigkeit für die Fälle zwischen den Beschuldigtennamen mit „Hn-“ und denen mit „Ho-“ neu aufgeteilt. Die Leihwagen-Angelegenheit wurde unter dem Namen des Angeklagten „Hummelsheim“ geführt. Dieser Vorgang hatte zur Folge, dass die Sache Quirini entzogen und der neugeschaffenen 7. Strafkammer unter dem vorsitzenden Richter Matthias Göbbel zugeteilt wurde. Diese verfügte ohne Rücksprache mit der Staatsanwaltschaft eine erneute Vernehmung Adenauers. Ein Schreiben, mit dem die Staatsanwaltschaft sich gegen die Neuausrichtung des Verfahrens wehren wollte, wurde auf Veranlassung von Flehinghaus nicht bei Gericht eingereicht. Am 6. November 1959 entschied das Bonner Landgericht, gegen Hans Kilb und die Mercedes-Benz-Direktoren Rolf Staelin und Fritz Koenecke kein Strafverfahren zu eröffnen. Ein Rechtsmittel der Staatsanwaltschaft gegen die Einstellungsentscheidung des Landgerichts wies das Oberlandesgericht Köln im Mai 1960 ab.
Die Vorgänge wurden anschließend auf Antrag der SPD von einem Untersuchungsausschuss des Landtags von Nordrhein-Westfalen untersucht. In den Sitzungen dieses Ausschusses wurde bekannt, dass die Kilb-Akten beim Landgericht in einem besonderen Panzerschrank außerhalb der Geschäftsstelle lagerten. Der Einstellungsbeschluss wurde ebenfalls nicht in der Geschäftsstelle, sondern in der Kanzlei des Gerichtspräsidenten geschrieben. Wie weiter bekannt wurde, reduzierte der Geschäftsverteilungsplan des Landgerichts für 1962 die Zahl der Strafkammern wieder auf sechs. Zur Verschleierung wurde dabei die 3. Strafkammer aufgelöst, während die 7. Strafkammer bestehen blieb. Ein Staatsanwalt berichtete von einer Besprechung im Justizministerium, nach der aus dem Einstellungsbeschluss die Passage „die Bekundungen des Bundeskanzlers in seiner zweiten Vernehmung sind rechtlich bedeutungslos, da er selbst von Daimler-Benz Gefälligkeiten angenommen habe“ gestrichen wurde. Landgerichtspräsident Becker sagte aus, er sei von Justizminister Otto Flehinghaus aufgefordert worden, den Einstellungsbeschluss zu stoppen. Er habe das Ansinnen abgelehnt und dafür von Ministerpräsident Franz Meyers telefonisch „jeden Schutz“ zugesichert bekommen.
Abschließend sah die Mehrheit der Ausschussmitglieder keine zu beanstandenden Tatsachen. Der stellvertretende Ausschussvorsitzende Josef Neuberger legte als Vertreter der SPD eine „abweichende Feststellung“ nieder, die ohne weitere politische Konsequenzen blieb.